# Belzebub faxoni
Belzebub faxoni is een tienpotigensoort uit de familie van de Luciferidae. De wetenschappelijke naam van de soort werd als Lucifer faxoni in 1915 gepubliceerd door Lancelot Alexander Borradaile. In 2016 werd de soort door Alexander Vereshchaka, Jørgen Olesen en Anastasia Lunina in het geslacht Belzebub geplaatst.